# Sirmanijja
Sirmanijja (arab. سرمانية) – miejscowość w Syrii, w muhafazie Hama. W 2004 roku liczyła 2087 mieszkańców.